# Kõhedad muinaslood
Kõhedad muinaslood, ook bekend als Eerie Fairy Tales, is een Estse horror-anthologiefilm uit 2019 geregisseerd, geschreven en geproduceerd door Mart Sander. De film is opgebouwd uit Mart Sanders eerder uitgebrachte korte films. Hij overweeg oorspronkelijk om ze uit te brengen als televisieserie, vergelijkbaar met Alfred Hitchcock Presents, maar omdat dit te duur bleek te zijn bracht hij ze samen in een anthologiefilm. De film ging in première op het Haapsalu Horror & Fantasy Film Festival waar het werd uitgeroepen to beste Estse genrefilm.

## Plot
Een verzameling van bizarre, fantastische en griezelige verhalen uit het verleden, heden en de toekomst, met onderwerpen als vloeken, heksen, perfecte misdaad en wetenschappelijke experimenten.